# Rijnboog

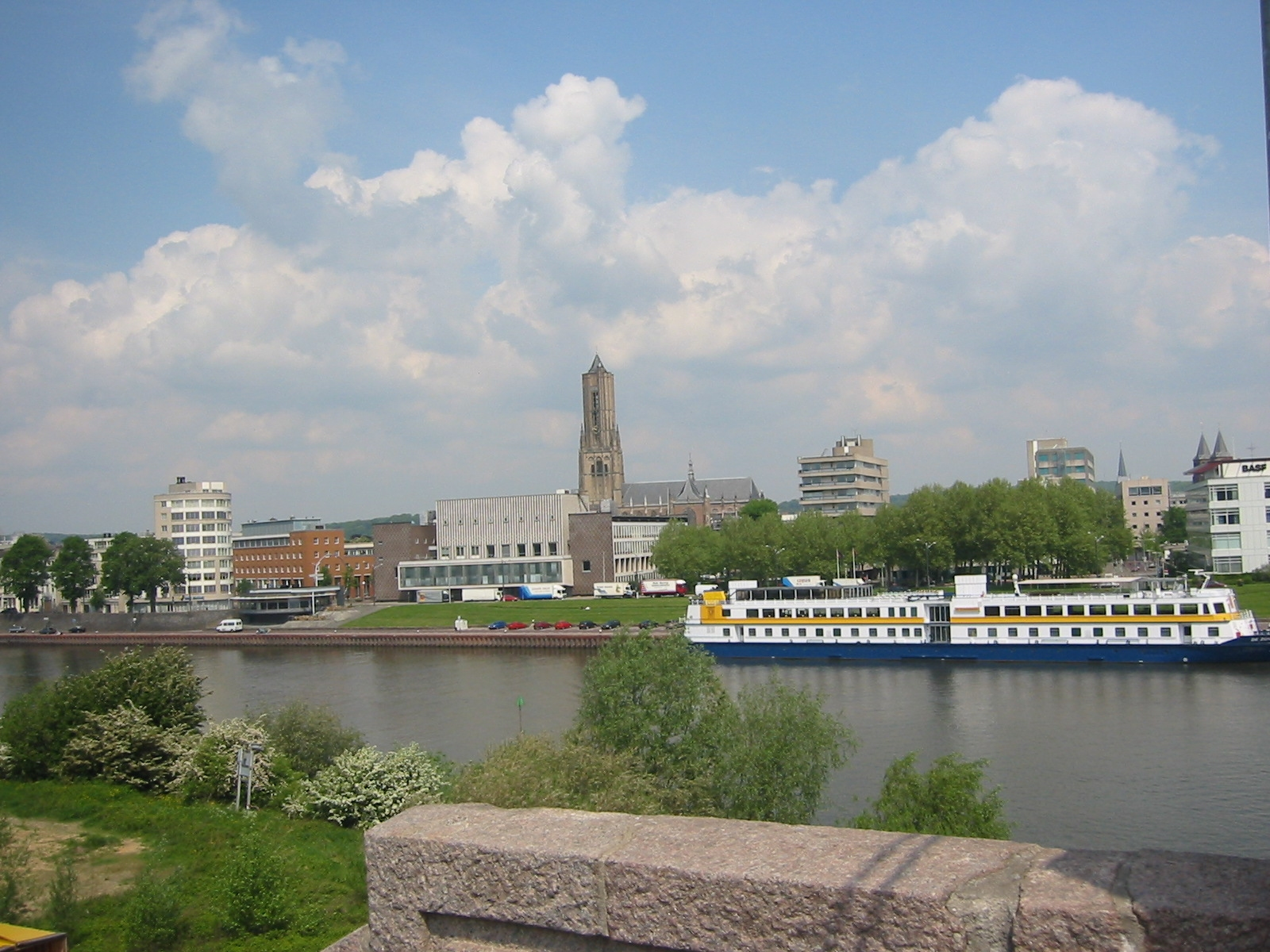
Zicht op het plangebied vanaf de andere zijde van de Rijn

De Rijnboog is een grootschalig ontwikkelingsproject (masterplan) in het centrum van de Nederlandse stad Arnhem.
Door de Slag om Arnhem is een groot deel van de Arnhemse binnenstad verwoest. Na de Tweede Wereldoorlog volgde een snelle wederopbouw. De bouwwijze en infrastructuur waren eenvoudig en voldeden in het begin van de eenentwintigste eeuw niet meer aan de eisen die de gemeente Arnhem wenselijk achtte.
De gemeente huurde de Spaanse architect Manuel de Solà-Morales Rubio in om een plan te ontwikkelen. Samen met het Nederlandse bureau Urhahn Urban Design is in 2002 het masterplan Rijnboog ontwikkeld. Het plan werd echter na 2002 zo vaak aangepast dat De Solà-Morales in 2009 afhaakte, omdat hij zijn eigen ontwerp er niet meer in kon herkennen.

## Gebieden
Het project heeft betrekking op 5 gebieden:
- Bartok
- Coehoorn Zuid
- Coehoorn Noord-Oost
- Havenkwartier
- Paradijs

## Havenkwartier
Een van de meest spraakmakende onderdelen van het Rijnboogproject was de ontwikkeling van een Havenkwartier. De Solà-Morales had ruime ervaring met de ontwikkeling van havens in het Middellandse Zeegebied en had ook in het Rijnboogproject een haven voorzien. Deze haven zou de Rijn tot in de stad moeten brengen. Toen bleek dat het waterniveau van de Rijn vele meters lager ligt dan het maaiveld van de binnenstad werden er verschillende varianten ontwikkeld om met dit probleem om te gaan.
De haven was vanaf het prille begin controversieel.
Argumenten vóór:
- Zorgt voor een economische impuls;
- Brengt Arnhem meer in contact met de Rijn.

Argumenten tegen:
- Hoge kosten (naar schatting € 91,8 miljoen);
- Arnhem is ontstaan aan de Jansbeek en hoeft zich daarom niet te richten op de Rijn;
- Een van de varianten beoogt de aansluiting van de haven op het Kerkplein. Planologen zijn van mening dat een haven en een plein niet samengaan;
- Overlast door stank en ongedierte;
- Afbraak van de helft van de Nelson Mandelabrug leidt tot verkeersproblemen. De nieuwe wijken Schuytgraaf in Arnhem en Waalsprong in Nijmegen leiden tot meer verkeer over de rivier, terwijl de Westtangent onvoldoende draagvlak heeft.

De gemeente Arnhem heeft op 6 juni 2007 een preferendum gehouden over drie varianten voor de aanleg van de haven. De term preferendum werd gekozen omdat niet vóór of tegen kon worden gestemd, maar alleen kon worden gekozen tussen drie varianten ('kort', 'lang', of 'sluis'). De haven zelf stond bij het preferendum niet ter discussie.
De campagne rondom het preferendum deed in Arnhem veel stof opwaaien. De gemeente verspreidde dvd's met daarop 3D-animaties van de verschillende varianten. De gemeente koos ervoor om nadrukkelijk te vermelden dat de productiekosten van de dvd € 0,35 waren. De SP-fractie in de gemeenteraad bracht echter de werkelijke campagnekosten van € 1,2 miljoen boven tafel. De € 0,35 bleken slechts de productiekosten van het dvd-schijfje zelf te zijn.
Verschillende politieke partijen en organisaties die zich bezighielden met Arnhems stadsschoon, riepen op om de stempassen bij hen in te leveren. Oorspronkelijk was het idee om deze centraal in Arnhem te verbranden, maar dit plan is niet uitgevoerd.
Uiteindelijk kende het preferendum een opkomst van 10,33%. Pas bij een opkomst van 30% zou de uitslag bindend zijn.
Omdat het preferendum niet bindend was, nam de gemeenteraad een besluit. Aan het begin van deze gemeenteraadsvergadering konden in totaal tien Arnhemmers inspreken om hun mening over de havenplannen te geven. Het woord werd gevoerd door vijf tegenstanders en vijf voorstanders. Na vragen van de SP-fractie moest de verantwoordelijke wethouder toegeven dat hij opdracht gegeven had de voorstanders te bellen met de vraag om tijdens de vergadering te komen inspreken.
De gemeenteraad van Arnhem koos tijdens een ingelaste gemeenteraadsvergadering op 26 juni 2007 voor de variant Sluis.
Na de gemeenteraadsverkiezingen van maart 2010 was er echter geen raadsmeerderheid meer voor de havenplannen. Er kwam een nieuw college van burgemeester en wethouders met SP, VVD, GroenLinks en D66. SP en VVD waren tegenstanders van de haven en de PvdA, de grootste voorstander ervan, bleef buiten het college. De haven werd uit de plannen geschrapt.

## Het kunstencluster
Al spoedig diende zich een nieuwe controversiële kwestie aan: het kunstencluster. Onder de naam Cultuur in Rijnboog ging een aantal Arnhemse culturele instellingen samenwerken. De bedoeling was dat er voor hen in Rijnboog twee gebouwen zouden komen. Van die twee gebouwen is Rozet aan de Kortestraat in het najaar van 2013 geopend. Hier zijn de bibliotheek, het Erfgoedcentrum, Kunstbedrijf Arnhem, de kunstuitleen en de Volksuniversiteit gevestigd.
Het tweede gebouw, aan de Rijnkade op de hoek met de Nieuwstraat, zou ArtA gaan heten. Hier was een ‘kunstencluster’, een centrum voor film en beeldende kunst, gepland. Het Museum voor Moderne Kunst Arnhem (gevestigd buiten de binnenstad aan de Utrechtseweg op een stuwwal aan de oever van de Rijn) en Focus filmtheater Arnhem (het vroegere filmhuis, gevestigd in de oude Korenbeurs aan de Korenmarkt) zouden in ArtA worden ondergebracht. De kosten zouden € 32 miljoen bedragen, waarvan Arnhem zelf € 16 miljoen zou betalen en de provincie Gelderland € 11,25 miljoen. De rest van het benodigde bedrag moest worden opgebracht door de verkoop van bestaande gebouwen en bijdragen van sponsors. Nu werd het gebouw van het Museum voor Moderne Kunst nog in 2008 gerenoveerd, waarbij de begroting met € 4,2 miljoen werd overschreden. In de nasleep van de affaire trad wethouder Sander van Bodegraven af. Vandaar dat met name de verhuizing van het museum weerstand opwekte. Tegenstanders zagen dit als kapitaalvernietiging.
Een actiegroep ‘Arnhem wil ook geen kunstencluster’ verzamelde handtekeningen om een referendum over de komst van het kunstencluster af te dwingen. Het referendum kwam er inderdaad, op 15 mei 2013. De Arnhemse bevolking zag de kapitaalvernietiging kennelijk niet als probleem, want de opkomst bedroeg maar 17,7%. Volgens de referendumverordening van de gemeente Arnhem is een referendum pas geldig bij een opkomst van 30%. Deze drempel werd dus niet gehaald. Van de stemmers was 14,6% voor en 85,4% tegen de komst van een kunstencluster.
Hoewel niets de gemeenteraad meer in de weg stond om definitief te kiezen voor het kunstencluster, bleef de discussie over het gebouw en de bijbehorende kosten smeulen. De kwestie speelde nog steeds een belangrijke rol bij de gemeenteraadsverkiezingen van maart 2014. Van de collegepartijen spraken SP en D66 zich uiteindelijk uit tegen het kunstencluster, VVD en GroenLinks waren voor.
Na de verkiezingen werd de VVD in het college ingeruild voor het CDA. Daarmee verdween de meest uitgesproken voorstander van het kunstencluster uit het college, terwijl de collegepartijen die tegen waren, D66 en de SP, winst hadden geboekt. Reeds tijdens de collegeonderhandelingen verdween het plan van tafel. Het Museum voor Moderne Kunst bleef waar het was, voor het Focus filmtheater werd een nieuw onderkomen gezocht. Dat werd het Audrey Hepburnplein.